# Knut Dahlander
Knut Hjalmar Dahlander, född 29 april 1883 i Göteborg, död 14 februari 1933 i Limhamn, var en svensk målare och grafiker.
Dahlander var son till handlanden Charles Hjalmar Dahlander och Paulina Constantia Wulffhagen samt gift 1914–1930 med Gudrun Vilhelmina Jacobsen. Han studerade konst vid Vermehrens malarskole i Köpenhamn 1906–1908 och vid för Johan Rohde vid Kunstnernes Studieskole 1909–1913, under våren 1909 reste han tillsammans med Oluf Høst på en längre studieresa till Italien. Dahlander genomförde under sin aktiva period endast en separatutställning 1926 i Malmö men han medverkade i flera kamratutställningar i Malmö samt årligen med Skånes konstförening. Han var representerad i flera av Sveriges allmänna konstförenings utställningar och i Skåneutställningen som visades på Liljevalchs konsthall 1919. En minnesutställning med hans konst visades av Skånes konstförening 1934. Dahlander har främst ägnat sig åt landskapsmåleri, med motiv från Skåne, men även målat porträtt, stilleben och interiörer. Som grafiker arbetade han med linoleumsnitt, litografi och etsningar.Dahl var även verksam i Skånes konstförening för spridandet och förmedlingen av det moderna måleriets alster och var föreningens kassör 1917–1924.  Dahlander finns representerad vid bland annat Nationalmuseum i Stockholm. Han är begravd på Limhamns kyrkogård.